# Empire (jeu vidéo, 1972)
Pour les articles homonymes, voir Empire (homonymie).
Empire est un jeu vidéo de type wargame programmé en BASIC par Peter Langston en 1972 sur un mini-ordinateur HP 2000 alors qu’il enseigne au Evergreen State College d’Olympia, dans l'État de Washington,. Le jeu tire son nom d’un jeu de plateau créé au Reed College de Portland mais ne s’inspire pas de son gameplay, Peter Langston n’ayant jamais essayé ce dernier. Empire est un jeu multijoueur, dans la lignée de Risk, dans lequel chaque joueur gère une nation en contrôlant un certain nombre de paramètres comme la population, la puissance militaire, la technologie, l'énergie, les infrastructures et les finances. Lorsque l’ordinateur sur lequel il a été programmé est abandonné, le code source du jeu est perdu et ses auteurs, Peter Langston et Ben Norten, programme chacun de nouvelles versions du jeu. En 1985, Peter Langston en développe ainsi une nouvelle version, baptisée PLS Empire.
Empire est considéré comme l’un des premiers jeux de stratégie de l’histoire du jeu vidéo.